# Expiação (visão governamental)
A visão governamental de expiação (também conhecida como a teoria de governo moral) é uma doutrina na teologia cristã concernente ao significado e efeito da morte de Jesus Cristo e foi aplicada tradicionalmente nos círculos arminianos, que se referem principalmente nas ideias de Hugo Grócio. A teoria governamental ensina que Cristo sofreu por toda a humanidade. Assim, Deus perdoou o ser humano e separou-o da punição enquanto manteve a justiça divina.

## Significado
A teoria governamental surgiu em oposição ao socinianismo. Grocius escreveu Defensio fidei catholicae de satisfactione Christi, na qual utilizou-se da semântica de "governamental" tirada de sua formação em direito e sua visão geral de Deus como governador (governante) moral do universo. Grocius demonstrou que a expiação satisfazia a Deus em seu papel como rei divino cósmico e juiz, e sobretudo que Deus não poderia ter simplesmente ignorado o pecado como os socinianistas reivindicavam.
Apesar de sua origem, a visão de Grocius é freqüentemente comparada com a do teoria de satisfação formulada inicialmente por Santo Anselmo, a qual é preferida pela Igreja Católica, e posteriormente desenvolvida para a teoria da substituição penal mantida pela maioria dos calvinistas. Também pode ser contrastada com a compreensão de Christus Victor a qual é preferida pela maioria dos ortodoxos e muitos cristãos luteranos. As teorias de satisfação e substituição argumentam que Jesus recebeu o castigo completo e real por homens e mulheres, enquanto a visão de Christus Victor enfatiza a libertação da humanidade da escravidão do pecado, morte, e do Diabo.
Em contrapartida, a teoria governamental sustenta que o sofrimento de Cristo foi uma substituição verdadeira e significativa pelo castigo humano merecido, mas não era constituída de Cristo recebendo o exato castigo devido ao povo pecador. Em vez disso, Deus demonstrou publicamente seu descontentamento com o pecado através do sofrimento de seu próprio Filho sem pecado e obediente como uma propiciação. O sofrimento e a morte de Cristo serviu como uma substituição pelos castigos humanos que poderiam ser recebidos. Nesta base, Deus é capaz de estender o perdão, mantendo a ordem divina, tendo demonstrado a gravidade do pecado e permitindo assim que a sua ira "passase".

### Âmbito
Uma segunda característica da teoria governamental é o âmbito da expiação. Segundo as teorias não governamentais, a morte de Cristo não se aplica diretamente aos indivíduos, mas à Igreja como uma entidade corporativa. Os indivíduos, em seguida, participam da expiação por estarem ligados à Igreja através da fé. Também é possível, portanto, cair para fora do alcance da expiação através da perda da fé. Esta visão contrasta particularmente com a teoria de castigo, que afirma que a morte de Jesus serviu como uma substituição pelos pecados dos indivíduos diretamente (veja também expiação limitada).

### Pró
- «Governmental Atonement Articles» by multiple authors
- «The Governmental Theory of the Atonement» by John Miley, arguing for the Moral Government theory
- «Theory of Satisfaction» by John Miley, arguing against the Satisfaction/Punishment view
- «The Governmental Theory: An Expansion» by J. Kenneth Grider
- «Quotations about Jonathan Edwards' view of the atonement»
- «The Atonement» by Albert Barnes, arguing for the Moral Government theory
- «Historical Opinions as to the Nature of Christ's Atoning Death» by Gordon Olson, arguing for the Moral Government theory

### Contra
- «The Governmental Theory» from Charles Hodge's Systematic Theology, which gives a concise exposition of atonement theories in general and, in this passage, argues against the Governmental theory.
- «Modern Views of the Atonement» (PDF) An overview together with an argument for the punishment theory.
- «The Atonement in Evangelical Thought, Part IV» Critique of Reformed Baptist Andrew Fuller's governmental view; asserts distinction between Edwards and Grotius, with references.

1. ↑  web.archive.org https://web.archive.org/web/20060615073153/http://dabar.org/Theology/Hodge/HodgeVIII/P3_C09.htm#s4. Consultado em 10 de março de 2024 Em falta ou vazio |título= (ajuda)